# 마누엘 에르난데스
마누엘 에르난데스(Manuel Hernandez)는 스페인계 미국인으로, 현재 미국에서 축구선수로 활동하고 있다.